# Febbre sulla città
Febbre sulla città è un film del 1964 diretto da Harvey Hart.

## Trama
Un giovane marinaio torna a casa e scopre che la sua ragazza ha sposato un uomo più anziano e ricco.